# Ózd
Ózd este un oraș în districtul Ózd, județul Borsod-Abaúj-Zemplén, Ungaria, având o populație de 36.044 de locuitori (2011). 

## Demografie
Componența etnică a orașului Ózd
     Maghiari (87,6%)
     Romi (11,27%)
     Necunoscut (0,31%)
     Alții (0,82%)
Componența confesională a orașului Ózd
     Romano-catolici (34,09%)
     Fără religie (22,26%)
     Reformați (7,17%)
     Greco-catolici (2,17%)
     Atei (1,07%)
     Necunoscută (32,54%)
     Alte religii (3,32%)
Conform recensământului din 2011, orașul Ózd avea 36.044 de locuitori. Din punct de vedere etnic, majoritatea locuitorilor (87,6%) erau maghiari, cu o minoritate de romi (11,27%). Apartenența etnică nu este cunoscută în cazul a 0,31% din locuitori. Nu există o religie majoritară, locuitorii fiind romano-catolici (34,09%), persoane fără religie (22,26%), reformați (7,17%), greco-catolici (2,17%) și atei (1,07%). Pentru 32,54% din locuitori nu este cunoscută apartenența confesională.

## Orașe înfrățite
- Hódmezővásárhely, Ungaria